# Liolaemus foxi
Liolaemus foxi — вид ігуаноподібних ящірок родини Liolaemidae. Ендемік Чилі.

## Поширення і екологія
Liolaemus foxi відомі з типової місцевості, розташованої в регіоні Антофагаста. Дорослі ящірки живуть в кам'янистій місцевості, молоді віддають перевагу піщаним ґрунтам. Зустрічаються на висоті від 3300 до 3739 м над рівнем моря.